# Corvera de Toranzo
Corvera de Toranzo est une commune espagnole située dans la communauté autonome de Cantabrie, traversée par le fleuve Pas.